# 은률군
은률군(殷栗郡, 표준어: 은율군)은 조선민주주의인민공화국 황해남도 북서쪽에 있는 군이다.

## 지리
북쪽으로 대동강 하구, 황해에 면한다. 동쪽은 은천군, 동남쪽은 안악군, 남쪽은 삼천군과 송화군, 서쪽은 과일군과 접한다.
은율군과 남포특급시와의 사이에 서해갑문이 건설되어 있다. 명승지로는 구월산이 있다.

## 역사
은율현은 본래 고구려의 율구(栗口) 또는 율천(栗川)인데, 고려 초에 은율로 개칭되었다. 장련현은 본래 황주에 속한 장명진(長命鎭)과 안악에 속한 연풍장(連豐莊)이었는데 조선시대에 합쳐 현으로 삼았다.
1895년 은율군, 장련군(長連郡)으로 개편되었고, 1909년 장련군을 폐지하고 은율군에 통합하였다. 해방될 무렵에는 7면(은률면, 일도면, 남부면, 서부면, 북부면, 이도면, 장련면)으로 이루어져 있었다.
1952년 12월 은율군이 재편성되었다(1읍 26리). 1988년 7월 서해갑문 남단의 송관리가 남포시 와우도구역에 편입되었다.

## 행정 구역
1읍(은률읍(殷栗邑))과 1구(금산포로동자구(金山浦勞動者區)) 및 21리(연암리(鳶岩里), 산승리(山勝里), 락천리(樂泉里), 구월리(九月里), 원평리(院坪里), 은혜리(恩惠里), 산동리(山東里), 삼리(三里), 운성리(雲城里), 가천리(佳泉里), 대조리(大棗里), 관산리(冠山里), 서곡리(西谷里), 서해리(西海里), 금천리(金川里), 이도포리(二道浦里), 철산리(鐵山里), 관해리(觀海里), 장련리(長連里), 률리(栗里), 금복리(今卜里))로 구성된다.

## 같이 보기
- 구월산